# Stig Sæterbakken

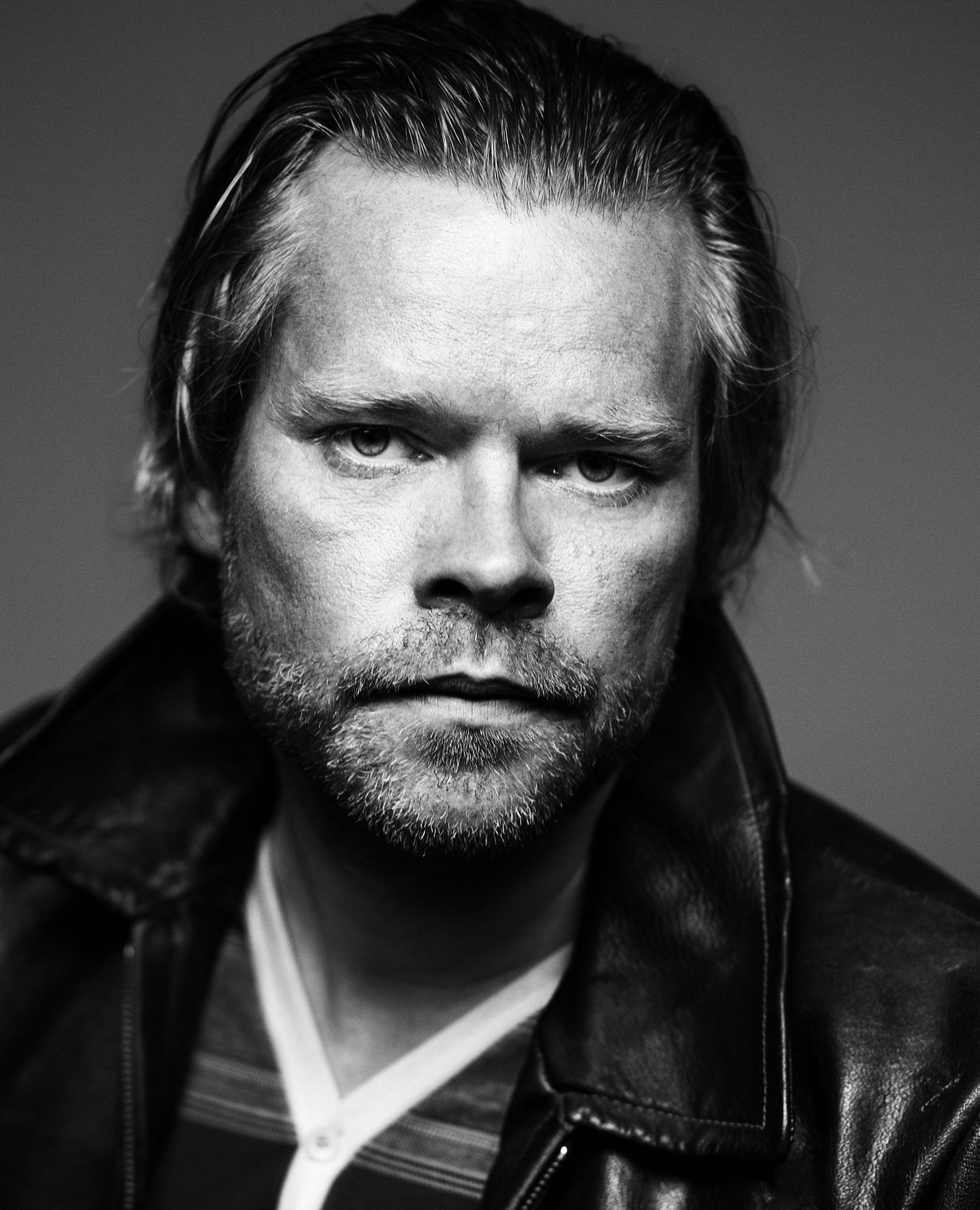
Stig Sæterbakken år 2007.

Stig Sæterbakken, född 4 januari 1966 i Lillehammer, död 24 januari 2012, var en norsk författare.

## Liv och gärning
Sæterbakken debuterade som 18-åring med diktsamlingen Flytande paraplyer. Under årens lopp gjorde han sig känd i Norge som en flitig essäist och debattör i det offentliga rummet där han ofta förde fram kontroversiella tankar och resonemang. Han har översatt två verk av Nikanor Teratologen, Äldreomsorgen i Övre Kågedalen och Att hata allt mänskligt liv, till norska.
2009 bjöd Sæterbakken in förintelseförnekaren David Irving till Norsk Litteraturfestival i Lillehammer. Sæterbakken utmålades då som en provokatör. Han försvarade även rätten till att vara emot homoäktenskap och uttalade sig om positiva effekter av alkoholkonsumtion. Han begick självmord 2012.
Fem av hans romaner har blivit publicerade på svenska, samtliga på Vertigo förlag.
Ett litteraturpris till hans minne, Stig Sæterbakkens minnepris, instiftades 2012 av förlaget Cappelen Damm.